# 福島七郎
福島 七郎（ふくしま しちろう、1949年4月7日 - ）は、日本の地方公務員。東京都都市整備局技監、東京テレポートセンター代表取締役社長等を経て、東京オリンピック・パラリンピック競技大会組織委員会会場整備局長。

## 人物・経歴
日本大学卒業。1971年東京都入庁。江戸川区都市開発部建築指導課長、新宿区都市整備部まちづくり推進室長、新宿区都市計画部長兼住宅対策室長等を経て、2000年東京都都市計画局防災都市づくり推進担当部長。2002年東京都財務局建築保全部長。2006年東京都都市整備局技監。2007年建築行政共用データベースシステム連絡協議会会長。
2010年東京臨海ホールディングス常務取締役。同年東京テレポートセンター代表取締役社長。2012年東京都競馬常務取締役（競馬施設事業、オートレース施設事業、施設整備部門担当）。同年東京都競馬常務取締役（公営競技事業、施設整備部門担当）
その後、東京都オリンピック・パラリンピック準備局施設整備調整担当部長を経て、東京都オリンピック・パラリンピック準備局担当部長として、東京オリンピック・パラリンピック競技大会組織委員会会場整備局長を務め、経費削減のため競技会場の見直しを進めた。